# Shenmue Online
Shenmue Online (яп. シェンムーオンライン「莎木OL」 Сэнму: Онрайн) — отменённая онлайн-игра для PC в жанре MMORPG. Сюжет игры является продолжением игры Shenmue II, игрок присоединяется к одному из трёх кланов, во главе с Шень Хуа, Ху Уинг, и Ву Ин Рен.

## Геймплей
Игрок должен присоединиться к одному из трёх кланов, во главе с Шень Хуа, Ху Уинг и Ву Ин Ренем, и пройти через истории, выполняя поручения лидеров. В ходе истории, каждый клан будут взаимодействовать друг с другом в дружественных и враждебных ситуациях. Лан Ди и Рё выступают в тех же ситуациях.
Действие игры проходит в Гонконге и Макао.
В одном интервью Ю Судзуки говорил, что Quick Time Events будет в Shenmue Online, но концептуально это невозможно осуществить в онлайн-игре.
Ю также утверждает, что мир Shenmue является очень подходящим для игры по сети. Мир Shenmue Online будет намного больше, чем версии игр для игровых приставок. В игре будет более 1200 зданий и мест, а также можно будет побывать в своём виртуальном доме.

## Разработка игры
В 2004 году стало известно о разработке Shenmue Online. Разработкой игры занимаются компании Sega и JC Entertainment. Бета-тестирование должно было начаться в Республике Корея в ноябре 2005 года и публичное тестирование в Китае весной 2005 года и должна быть выпущена в конце 2005 года.
Когда Shenmue Online анонсировали, были выложены первые скриншоты. Многие поклонники Shenmue игру оценили плохо из-за графики, в то время как другие игры серии хвастались новаторской графикой на консоли Dreamcast.
Тем не менее, в 2005 году в интернет были выложены новые скриншоты, в которых обнаруживаются заметные графические улучшения.
JC Entertainment владеет 50 % правами на игру. Позже ходили слухи, что разработка игры отменена. Однако в ноябре 2005 года, Ю Судзуки в интервью заявил, что Shenmue Online разрабатывается на Тайване.
В конференции «China Joy» в июле 2006 года был впервые показан трейлер, который продемонстрировал возможности игры, включая мини-игры и борьбы с бандами.
С 2006 года новости о Shenmue Online стали редко появляться, а сообщения о его отмене появились на сайтах Destructoid и Wired News. Sega пока не подтверждает и не опровергает этой информации.
В 2006 году, во время 4-й Китайской Экспо, были показаны 6 новых скриншотов из игры вместе с 14-минутным видео. Эти кадры показали дальнейшее улучшение графики, сравнивая графику других игр MMORPG, и даже консольных версий игр Shenmue.
Игра была заморожена в 2007 году.